# 康拉德·冯·旺根海姆
康拉德·冯·旺根海姆（德語：Konrad von Wangenheim，1909年8月20日—1953年1月28日），德国男子马术运动员。他曾代表德国参加1936年夏季奥林匹克运动会马术比赛，获得团体三项赛金牌和个人三项赛第二十四名。